# 木下式音感教育法
木下式音感教育法（きのしたしきおんかんきょういくほう）は、木下達也によって考案された幼児の音感教育法である。｢聴感覚は6歳までに発達し終わってしまう」としており、これにより幼児を教育対象とする。
教育実践から体系づけたという「音感かるた」「ドレミはみんなの仲良しさん」「カラー五線」などの手法を用いる。これらによって幼児に発声を教え改善する過程で音感能力を育み、またこれと並行して、音符の読み書きを教える、リズム感を養成するなど、音楽の基礎を教育していくという。
本部を東京都新宿区に置く。2007年3月現在、全国で25の幼稚園・保育園が木下音感協会の登録団体であり、木下式音感教育を行っている。